# ميقونة دائمة الخضرة
ميقونة دائمة الخضرة (الاسم العلمي:Mucuna sempervirens) هي نوع من النباتات تتبع جنس الميقونة من الفصيلة البقولية.